# Municipio de Cualác
El municipio de Cualác es uno de los 85 municipios que conforman el estado de Guerrero. La cabecera del municipio es la localidad de Cualác. 

## Toponimia
“Cualác” proviene del náhuatl y se interpreta como  “agua buena” o “en el agua buena”, por la combinación de los vocablos cualli, cosa buena y atl, agua.

## Historia
A partir de 1786 la corona española realizó una serie de reformas a la administración de territorios conquistados, creando el régimen de intendencias, por lo que las alcaldías se convierten en partidos, Cualác perteneciendo al de Tlapa, quien a su vez dependía de la intendencia de Puebla. Al consumarse la Independencia de México, Agustín de Iturbide crea la Capitanía General del Sur, (anexando a Cualác) la cual estaba bajo el control de Vicente Guerrero.
Durante la Primera República Federal (México), Cualác como comunidad del pueblo de Tlapa pertenecía al estado de Puebla. El municipio de Cualác, fue constituido formalmente en el año de 1850. En 1885 se creó el distrito de Zaragoza, que incluía a  Cualác. Actualmente integra al distrito de Morelos, con cabecera en Tlapa.

## Geografía
El municipio integra la Región de La Montaña, y su altitud varía entre 800 y 2300 m s. n. m.
Sus coordenadas geográficas extremas son 98°45'47.88" W - 98°34'56.64" W de longitud oeste y 17°36'48.60" N  17°51'24.12" N de latitud norte.
Cualác tiene una superficie aproximada de 240 km². Limita al este con el municipio de Huamuxtitlán, al noroeste con el municipio de Olinalá, al oeste con el municipio de Ahuacuotzingo, al sur con el municipio de Tlapa de Comonfort y al suroeste con el municipio de Atlixtac.
Según la clasificación climática de Köppen, el clima corresponde al tipo Aw - Tropical seco.
La totalidad de la superficie del municipio está incluida dentro de la Sierra Madre del Sur. Las principales elevaciones son los cerros Cistepec, Ocotepec, Tres Mogotes, Chicahuaxtepec, San Juan, Tepostitlán, Tlapantépetl, Atlalpesco y Tenaltzin.

El recurso hídrico del municipio se basa en los ríos Tlapaneco, Metlacingo, Zimontitlán y Mezcala.

## Demografía
De acuerdo a los resultados del Censo de Población y Vivienda de 2020 realizado por el Instituto Nacional de Estadística y Geografía, la población total del municipio es de 7874 habitantes, lo que representa un crecimiento promedio de 1.2% anual en el período 2010-2020 sobre la base de los 7007 habitantes registrados en el censo anterior. Al año 2020 la densidad del municipio era de 32,92 hab/km².
| Gráfica de evolución demográfica de Municipio de Cualác entre 2000 y 2020 |
|                                                                           |
| Fuente: Instituto Nacional de Estadística Geografía e Informática         |

El 48% de los habitantes eran hombres y el 52% eran mujeres. El 84% de los habitantes mayores de 15 años (4285 personas) estaba alfabetizado. 

Más de la mitad de la población, (4238 personas), es indígena. Las lenguas indígenas con mayor número de hablantes son las mixtecas, mazahua, náhuatl, otomí y tlapaneco.
En el año 2010 estaba clasificado como un municipio de grado alto de vulnerabilidad social, con el 50.74% de su población en estado de pobreza extrema. Según los datos obtenidos en el censo de 2020, la situación de pobreza extrema afectaba al 30.5% de la población (2480 personas).

### Localidades
En el censo de 2020 el municipio de Cualác contaba con 25 localidades.
| Código INEGI    | Localidad           | Población (2020) |
| --------------- | ------------------- | ---------------- |
| 120240001       | Cualác              | 2 204            |
| 120240005       | Chiaucingo          | 1 426            |
| 120240003       | Coatlaco            | 884              |
| 120240006       | San Martín Jolalpan | 637              |
| 120240007       | Tecojcoyunca        | 420              |
| 120240008       | Tlalapa             | 396              |
| 120240004       | El Cuahulote        | 352              |
| 120240013       | El Tezóquio         | 245              |
| 120240016       | Aguaxotla           | 201              |
| 120240010       | Xalmolapa           | 200              |
| 120240014       | Cuescomapa          | 197              |
| 120240021       | Nuevo Paraíso       | 153              |
| 120240002       | Cuateconzingo       | 108              |
| 120240020       | Ahuexitlán          | 92               |
| 120240012       | Zootolo             | 87               |
| 120240023       | Tepotzcocingo       | 65               |
| 120240052       | Los Pinos           | 59               |
| 120240009       | Tlalixtláhuac       | 55               |
| 120240027       | Las Cruces          | 37               |
| 120240053       | Xontecomeja         | 27               |
| 120240019       | El Guayabo          | 8                |
| 120240025       | Yautepec            | 8                |
| 120240015       | Azochítlan          | 7                |
| 120240071       | Bartolo Suplicio    | 4                |
| 120240037       | Amatitlán           | 2                |
| Total municipal | Total municipal     | 7 874            |

## Salud y educación
En 2010 el municipio tenía un total de 8 unidades de atención de la salud, con 14 personas como personal médico. Existían 13 escuelas de nivel preescolar, 17 primarias, 4 secundarias, 1 bachillerato y 9 escuelas primarias indígenas.

## Actividades económicas
Según el número de unidades destinadas a cada sector, las principales actividades económicas del municipio son el comercio minorista, la elaboración de productos manufacturados y, en menor escala, la prestación de servicios de alojamiento temporal y preparación de alimentos y bebidas.